# Franz Timmerman

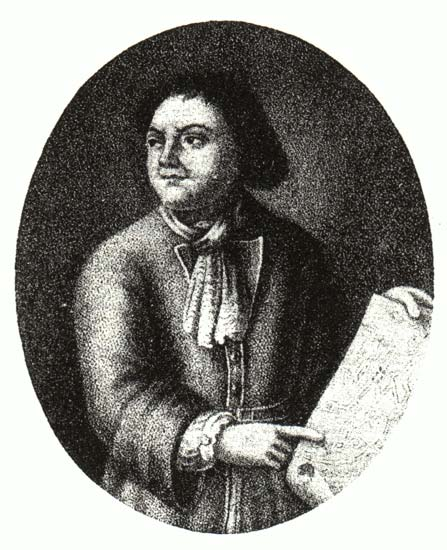
Franz Timmerman mit einem Plan Asows (Adriaan Schoonebeek)

Franz Timmerman (russisch Франц Тиммерман; * 1644 in der Republik der Sieben Vereinigten Provinzen; † 1702 in Russland) war ein niederländisch-russischer Kaufmann und Lehrer Peters I.

## Leben
Timmerman lebte seit etwa 1665 in der Deutschen Vorstadt in Moskau, in der es eine große niederländische Gemeinde gab. Als der junge Peter I. einen ihm unbekannten Sextanten bekam und ihm kein Russe das Gerät erklären konnte, suchte er in der Deutschen Vorstadt einen Fachmann  und fand 1688 Franz Timmerman. Timmerman war bereit, Peter in den Gebrauch des Geräts einzuweisen, wenn er ihn zunächst in Arithmetik und Geometrie unterrichten dürfte. Also wurde Timmerman Peters Lehrer.

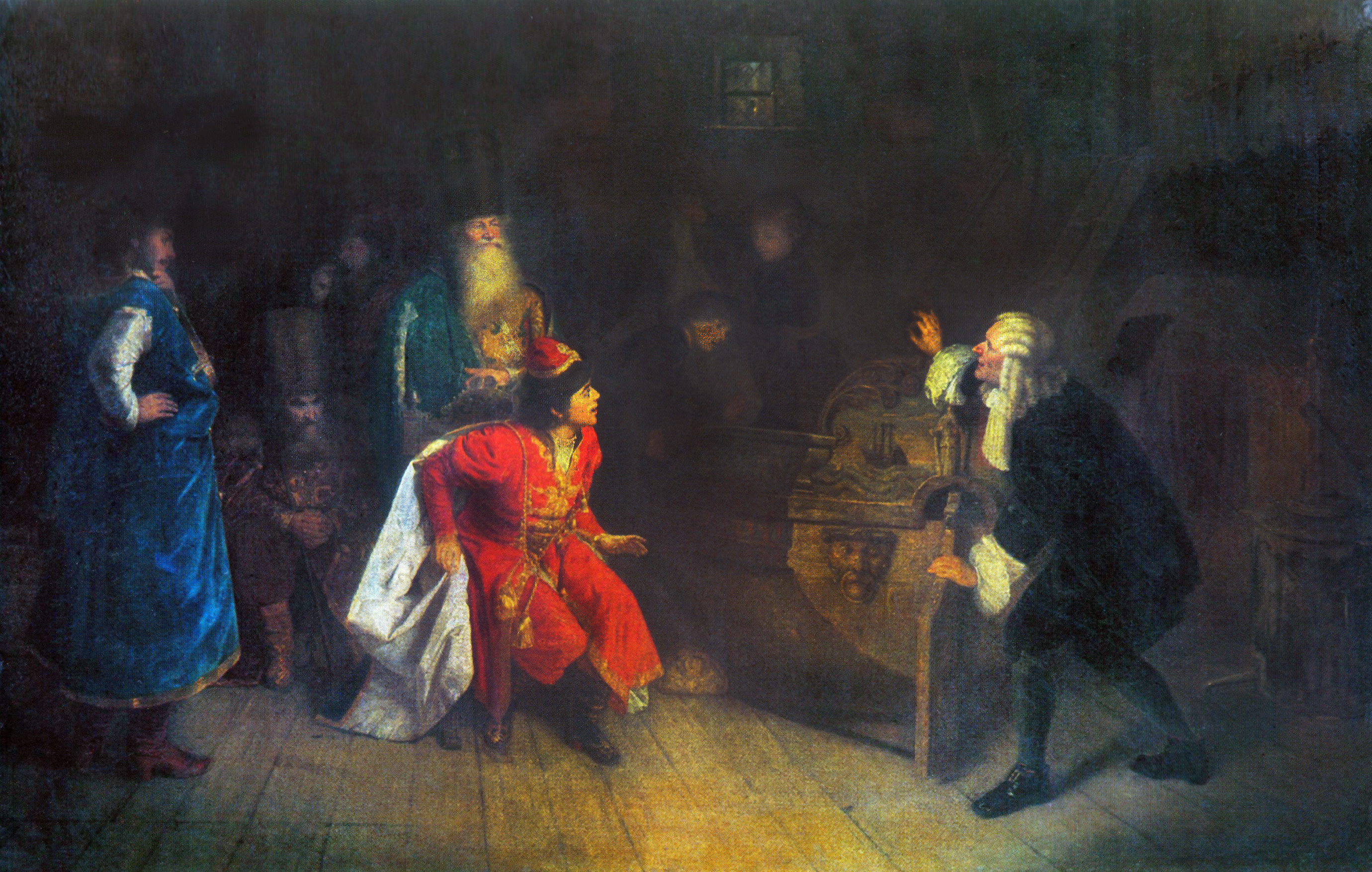
Großvater der russischen Flotte (Grigori Grigorjewitsch Mjassojedow; Timmerman (rechts) erklärt Peter das gefundene Boot)

Im Mai 1688 besuchte Peter I. mit Timmerman als Begleiter seinen Großonkel Nikita Iwanowitsch Romanow im Dorf Ismailowo bei Moskau und fand in dessen Scheune ein verfallenes englisches Segelboot, das ihn interessierte. Peter beauftragte Timmerman, einen Meister für die Instandsetzung des Bootes zu suchen, worauf Timmerman ihm  Carsten Brandt vorschlug. Das Boot wurde nach Preobraschenskoje an der Jausa gebracht, wo Brandt das Boot instand setzte und mit Mast und Segeln ausstattete. Dieses Botik von Peter dem Großen erhielt den Namen St. Nikolaus, und Brandt wurde nun Peters erster Lehrmeister in Marineangelegenheiten.
Timmerman wurde Berater und Freund Peters I. Timmerman organisierte zwei Reisen nach Westeuropa und Peters Praktikum auf der Amsterdamer Werft. In Russland leitete Timmerman den Bau von über 150 Schiffen. Als Chefingenieur nahm er am ersten Asowfeldzug teil.
1701 wurde Timmerman der Chamowny-Exerzierplatz übergeben für die Produktion von Segeltuch für den Staat, so dass Timmerman dort eine Segeltuchfabrik baute.